# دايسوكي ساتو
دايسوكي ساتو (باليابانية: 佐藤大輔) كاتب ومصمم ألعاب ومانغاكا ياباني، ولد يوم 3 نيسان 1964 في إيشيكاوا، اليابان، وتوفي يوم 22 آذار 2017 عن عمر 52 سنة بسبب مرض في القلب.

## مانغا
- هايسكول أوف ذا ديد

## روابط أضافية
- دايسوكي ساتو على موقع ميوزك برينز (الإنجليزية)
- دايسوكي ساتو على موقع ANN person (الإنجليزية)